# Chikmyageri, Yelbarga
Chikmyageri là một làng thuộc tehsil Yelbarga, huyện Koppal, bang Karnataka, Ấn Độ.